# آرتور ساهاکیان
آرتور آرتوشی ساهاکیان (ارمنی: Արթուր Արտուշի Սահակյան زادهٔ ۲ مهٔ ۱۹۵۶) استاد دانشگاه اهل ارمنستان است.

## زندگی‌نامه
وی در ۲ مه ۱۹۵۶ در دیلیجان به دنیا آمد و از دانشگاه دولتی ایروان فارغ‌التحصیل گشت. همچنین برندهٔ جوایزی همچون نشان آنانیا شیراکاتسی (۲۰۱۴) شده است.

## یادداشت
1. ↑  ֆիզիկամաթեմատիկական գիտությունների դոկտոր